# Sic, Cluj
Sic là một xã thuộc hạt Cluj, România. Dân số thời điểm năm 2002 là 2764 người.